# 브레겐츠역
브레겐츠역(독일어: Bahnhof Bregenz)은 오스트리아 포어아를베르크주 브레겐츠군에 위치한 브레겐츠 자치구에 있는 기차역이다. 그것은 오스트리아 연방 철도의 포어아를베르크선의 중간 정류장이다.

## 운행편
2021년 12월 시간표 변경에 따라 브레겐츠에서 다음 서비스가 정차한다.
- 레일젯 :
  - 프랑크푸르트 중앙역과 비엔나 공항 사이를 하루에 한 번 왕복한다.
  - 빈 중앙역 또는 비엔나 공항까지 하루에 6번의 기차가 있다.
- 나이트젯 : 매일 야간열차로 빈 중앙역까지 운행.
- 유로시티 : 취리히 중앙역과 뮌헨 중앙역 사이를 하루에 6번 운행.
- REX : 펠트키르히와 린다우-인젤 사이를 매시간 ~ 30분 간격으로 운행. 많은 기차가 펠트키르히에서 블루덴츠까지 계속된다.
- 포어아를베르크 S-반 :
  - S1 : 블루덴츠와 브레겐츠 하펜 사이를 운행하며 일부 열차는 린다우 중앙까지 계속 운행한다.
  - S3 : 장크트 마르그레텐까지 30분 간격 운행.
- 장크트갈렌 S-반 S7 : 주말에는 로만스호른과 린다우-로이틴 사이를 2시간 간격으로 운행한다.